# Tronc cérébral
Pour les articles homonymes, voir Tronc.
 (décembre 2020).
Si vous disposez d'ouvrages ou d'articles de référence ou si vous connaissez des sites web de qualité traitant du thème abordé ici, merci de compléter l'article en donnant les références utiles à sa vérifiabilité et en les liant à la section « Notes et références ».

Vue tridimensionnelle du tronc cérébral (en rouge).

Le tronc cérébral appartient au système nerveux central, et plus particulièrement à l'encéphale. Il est situé dans la fosse crânienne postérieure, sous le cerveau et en avant du cervelet. Il est structurellement continu avec la moelle épinière, qui commence à la première racine spinale. Le tronc cérébral est relié au cerveau, via les pédoncules cérébraux du mésencéphale, et au cervelet, via les pédoncules cérébelleux supérieurs (mésencéphale), moyens (pont) et inférieurs (moelle allongée). C'est également le lieu d'émergence de dix des douze paires de nerfs crâniens (de la IIIe paire à la XIIe).
Le tronc cérébral est oblique en haut et en avant, et se compose de haut en bas :
- du mésencéphale (pédoncules cérébraux, tegmentum et tectum) ;
- du pont (protubérance) ;
- de la moelle allongée (bulbe).

Une partie des faces postérieures de la moelle allongée et du pont constitue le plancher du quatrième ventricule.
Le tronc cérébral est responsable de plusieurs fonctions dont la régulation de la respiration et du rythme cardiaque, la localisation des sons, etc. C'est également un centre de passage des voies motrices et sensitives, ainsi qu'un centre de contrôle de la douleur. Au cours du sommeil paradoxal, le tronc cérébral paralyse le corps, ce qui empêche le sujet de se lever pour « vivre ses rêves ».
Les recherches du Dr Kevin Nelson tendent à montrer que  les stimulations initiales qui déclenchent les visions dites d'expériences proches de la mort (NDE) proviennent du tronc cérébral.

## Origine embryologique
Au cours de la 4e semaine de développement embryonnaire, le tube neural se différencie en trois vésicules : le prosencéphale, le mésencéphale et le rhombencéphale. Lors de la 5e semaine, le rhombencéphale se différencie en métencéphale et myélencéphale, qui donneront respectivement le pont et le cervelet, et la moelle allongée. La vésicule mésencéphalique ne se différencie pas et constituera la partie haute du tronc cérébral.

## Description anatomique

### Moelle allongée
La moelle allongée (ou bulbe rachidien) est la partie inférieure du tronc cérébral. Elle est limitée en bas par la moelle spinale (au niveau de la première racine spinale) et en haut par le sillon pontomédullaire.
- sur sa face médiale, elle se compose de deux cordons ventraux (ou pyramide), séparés par une fissure médiane ventrale (ou sillon médian). Les pyramides contiennent les fibres axonales du tractus corticospinal (ou tractus pyramidal), moteur.
- au niveau de la face latérale de la moelle allongée, on retrouve, de plus en plus latéralement : 
  - le sillon latéral ventral (ou sillon préolivaire), d’où émerge la XIIe paire de nerfs crâniens ;
  - l’olive, une expansion de la moelle allongée contenant de nombreux noyaux (substance grise) ;
  - le cordon latéral dorsal ;
  - le sillon latéral dorsal, d’où émergent les nerfs crâniens IX (nerf glossopharyngien), X (nerf vague) et XI (nerf accessoire).
- la face dorsale présente deux cordons dorsaux, séparés par le sillon dorsal médian. Ces cordons s’écartent en haut pour border le plancher du quatrième ventricule. Ce plancher contient, au niveau de la moelle allongée, les noyaux des nerfs crâniens X, XI et XII.

Le sillon pontomédullaire est le lieu d’émergence de certains nerfs crâniens :
- le VI (nerf abducens), au-dessus des pyramides ;
- les nerfs VII (nerf facial), VIIbis (nerf intermédiaire) et VIII (nerf vestibulocochléaire), au niveau des fossettes latérales.

### Pont
Le pont (ou protubérance annulaire) constitue la portion moyenne du tronc cérébral. Il est limité en bas par le sillon pontomédullaire et en haut par le sillon pontopédonculaire.
- La face ventrale du pont est creusée médialement par la gouttière médiane ventrale (ou sillon basilaire) dans laquelle circule l’artère basilaire. Elle est également constituée de nombreux noyaux de substance grise, appelés noyaux du pont.
- Entre les faces ventrale et latérale, on distingue le lieu d’émergence du nerf trijumeau (Ve paire) par deux racines, une sensitive (la plus grosse) et une motrice.
- Au niveau de la face latérale, on retrouve le pédoncule cérébelleux moyen reliant le pont au cervelet.
- La face dorsale du pont constitue le triangle supérieur du plancher du quatrième ventricule et contient les noyaux des nerfs crâniens VI, V et VII bis.

### Mésencéphale
Le mésencéphale forme la région supérieure du tronc cérébral, constituant le cerveau moyen. Il est limité en bas par le sillon pontopédonculaire et en haut par le tractus optique (en). Il est constitué de trois parties principales : les deux pédoncules cérébraux, le tegmentum mesencephali (ou calotte du mésencéphale) et le tectum mesencephali (ou toit du mécencéphale).
- La face ventrale présente deux pédoncules cérébraux (formés par le crus cerebri et le tegmentum) obliques en haut en dehors et en avant. Ces pédoncules sont séparés médialement par la fosse inter-pédonculaire (ou substance perforée postérieure), qui contient les corps mamillaires et le pédoncule hypophysaire (cependant, ces deux éléments appartiennent au diencéphale et non au tronc cérébral). Cette fosse est également le lieu d’émergence du nerf oculomoteur (nerf III).
- Sur la face dorsale, on retrouve la lame tectale (ou lame quadrijumelle ou tectum) formée de quatre colliculi (ou tubercules quadrijumeaux), deux supérieurs et deux inférieurs.

Section transversale du mésencéphale au niveau du colliculus supérieur.

On retrouve, au niveau du mésencéphale, plusieurs amas de substance grise dont :
- les locus niger (ou substancia nigra), riches en neurones dopaminergiques, à la base des crus cerebri ;
- les noyaux rouges, dans le tegmentum ;
- les noyaux des nerfs oculomoteur (III) et  trochléaire (IV), au plancher de l’aqueduc de Sylvius.

## Vascularisation

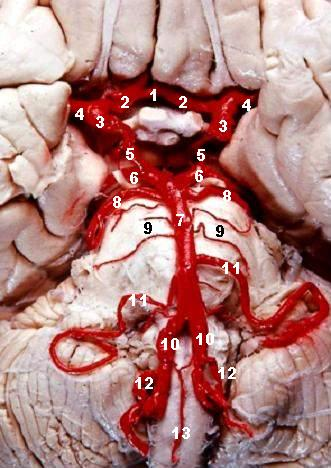
Vascularisation du tronc cérébral :
7– artère basilaire
8– artères cérébelleuses supérieures
9– artères pontines
10– artères vertébrales
11– artères cérébelleuses inféro-antérieures
12– artères cérébelleuses inféro-postérieures
13– artère spinale antérieure

La vascularisation du tronc cérébral est assurée par différentes artères :
- pour la moelle allongée :
  - l’artère spinale antérieure, pour la région ventrale,
  - les artères vertébrales, pour les régions latérales,
  - les artères cérébelleuses postérieures inférieures, pour les régions dorsales ;
- pour le pont, la vascularisation se fait essentiellement par des vaisseaux issus de l’artère basilaire (formée par la réunion des artères vertébrales) :
  - les artères pontines,
  - les artères cérébelleuses : inféro-antérieures et supérieures ;
- pour le mésencéphale :
  - les artères paramédianes, issues de la bifurcation de l’artère basilaire, pour les régions ventrales,
  - les artères circonférentielles courtes, issues de l’artère cérébrale postérieure, pour les régions latérales,
  - les artères circonférentielles longues, issues de l’artère cérébelleuse supérieure et de l’artère cérébrale postérieure, pour les régions dorsales.

## Images

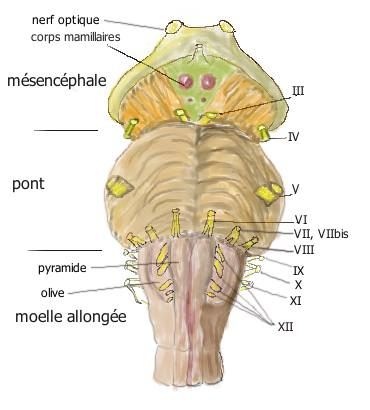
Vue ventrale du tronc cérébral.
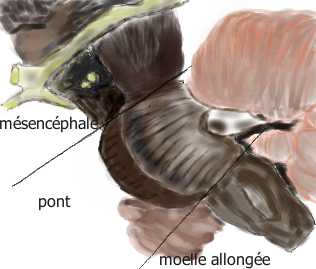
Vue latérale du tronc cérébral (l'avant est à gauche).
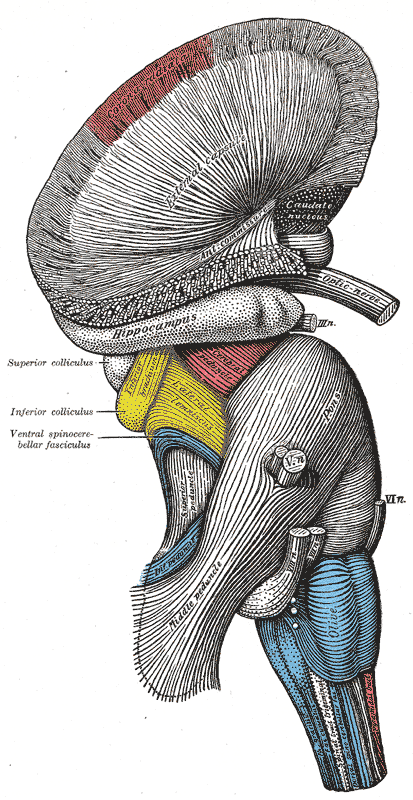
Dissection superficielle du tronc cérébral et de la partie centrale du cerveau, vue latérale (avant à droite).